# Associazione Sportiva Canicattì
L'Associazione Sportiva Dilettantistica Canicattì meglio nota come Canicattì, è stata una società calcistica italiana con sede nella città di Canicattì, nel Libero consorzio comunale di Agrigento. Nel 2024 il titolo è passato alla nuova società Castrumfavara con l'intento di riportare il titolo a Canicattì entro 5 anni qualora si sistemasse la questione stadio.
I colori sociali sono il bianco ed il rosso; la maglia è stata quasi sempre di rosso bordata di bianco o di bianco bordata di rosso; negli anni duemila è stata vestita anche quella biancorossa a strisce verticali. Nell'agosto 2014 non viene iscritta al campionato 2014-2015 e viene radiata dagli organi federali per inattività.
Nel settembre del 2014, diversi sportivi rifondano la squadra, e grazie all'impegno dei nuovi dirigenti la nuova associazione sportiva riesce ad ottenere l'iscrizione in Prima Categoria.
L'associazione sportiva nel giro di un mese riesce ad iscrivere più di 300 soci fondatori, al fine di rilanciare lo sport ed il calcio a Canicattì.
Nell'aprile del 2017, dopo 20 anni di assenza, conquista l'accesso al campionato di Eccellenza, vincendo con due giornate di anticipo il campionato di promozione girone A.
Il 29 aprile, nella finalissima regionale del campionato juniores L'anno meraviglioso del Canicattì si arricchisce di un'altra pagina storica: la formazione Juniores si laurea campione regionale. Nella finale di Mili Marina (Messina), i ragazzi allenati da Luigi Giordano hanno battuto 2 - 0 il Brolo grazie ai gol di Carmelo Bellomonte al 35' del primo tempo e di Antonio Coniglio.
Il 3 Maggio 2018 con il risultato di 6 a 5, dopo i calci di rigore, la formazione Juniores del Canicattì calcio, allenata da Luigi Giordano, per la seconda volta consecutiva si laurea campione regionale battendo in finale allo stadio "Carlotta Bordonaro" di Canicattì i pari età del Camaro, società della città metropolitana di Messina.
Il 30 gennaio 2019 il Canicattì vince la Coppa Italia regionale.
Nel 2022 viene promosso in Serie D.

## Storia
La fondazione dell'Associazione Sportiva risale al 1928 ed è dovuta all'iniziativa di Carmelo Marchese Ragona, che fu tra i più intraprendenti in Sicilia a creare una squadra di giocatori in maglia biancorossa, quando nell'isola il calcio era ancora in fase nascente.
Iniziava per l'A.S. Canicattì la militanza nei campionati di Serie C sotto la presidenza del barone Agostino La Lomia.
In seguito sorgevano grosse difficoltà per la squadra, impegnata in incontri con formazioni avversarie, quali il Catania, il Messina, la Reggina, il Trapani e il Marsala. Inutili si rivelavano gli sforzi dell'allenatore Renato Ferretti per evitare la retrocessione. La crisi investiva anche il vertice dirigenziale. A determinare lo stato di crisi aveva contribuito anche l'andamento del campionato del 1931-1932. Il Canicattì giocava allora per la Coppa Arpinati nel torneo della Sicilia occidentale con le squadre di Palermo, Agrigento, Caltanissetta, Trapani e Termini Imerese. La partita di calcio con la Nissa, in casa del Canicattì, da derby degenerava in battaglia. Il Canicattì era in vantaggio per 2-0, ma sugli spalti provocazioni e risse tra i tifosi si susseguivano senza interruzione, acuite da una vivace contestazione al direttore di gara. Interveniva allora il commissario del Comune di Canicattì, il generale Minneci d'Albamonte, a richiamare l'arbitro perché dirigesse la partita con maggiore attenzione e precisione. Il rifiuto dell'arbitro al richiamo del generale lo induceva a ordinarne l'immediato arresto. La partita veniva in tal modo sospesa ma tra canicattinesi e nisseni scoppiava il litigio: botte, bastonate e sassate cominciarono a volare in ogni dove e per parecchie ore, finché non intervennero i carabinieri a cavallo a sedare il tumulto. Incidenti sì gravi costarono al Canicattì la squalifica del campo per otto mesi e l'inizio di una grave crisi che durò fino alla guerra.
A risollevare le sorti dell'A.S. Canicattì, nell'immediato dopoguerra, ecco la figura di Vincenzo Marchese Ragona, uomo legato ai colori sociali. Egli nel ruolo di terzino e il fratello Giuseppe in quello di attaccante furono determinanti alla promozione del Canicattì in Serie C.
Vincenzo Marchese Ragona assumeva poi la presidenza della società, e il Canicattì non riusciva a mantenere le posizioni della Serie C.
Altri presidenti si succedevano poi alla guida del Canicattì, che militava ormai nella serie dilettanti, ma Ragona non smetteva di lavorare e di collaborare con essi per potenziare la squadra e portarla a più elevati traguardi.

La rosa del Canicattì 1975-1976

Nella stagione calcistica 1976-1977 il Canicattì otteneva la promozione in Serie D che l'anno precedente, nella partita di spareggio con il Mazara allo stadio palermitano della Favorita, gli era per poco sfuggita. Ormai il Canicattì poteva usufruire del suo Stadio Carlotta Bordonaro.
Nel campionato del 1982-1983, con presidente Michele Insalaco e allenatore Alvaro Biagini, la Serie C2 veniva raggiunta.
L'esultanza dei canicattinesi traspare da queste righe de La Torre del 22 maggio 1983, scritte dallo stesso direttore avvocato Giuseppe Alaimo: «Sempre, sempre più avanti: nell'economia, nel progresso ed ora anche nello sport: Canicattì orgogliosa, Canicattì magnifica che si afferma ovunque! Il 15 maggio 1983 è una data che ciascuno di noi ricorderà per molti anni: un trionfo che conferma la volontà di emergere dei canicattinesi attraverso la squadra che ne ha difeso il nome sportivo, che ha primeggiato durante tutto un campionato». E il sindaco Giuseppe Aronica in una dichiarazione pubblicata sullo stesso numero del quindicinale prometteva lo stanziamento di duecentocinquanta milioni per la sistemazione e l'ampliamento del Carlotta Bordonaro e si impegnava a prodigarsi per la progettazione e la costruzione di un nuovo, più vasto e polivalente stadio.
Il Canicattì rimase tre stagioni in Serie C2, retrocedendo nella stagione 1985-1986. Giocò la sua ultima stagione in Serie D nel 1987-1988.
Nel 2007-2008 sfiora la promozione in Eccellenza, perdendo la semifinale dei play-off del Girone D contro il Mondial Sporting Club di Favara.
Nella stagione 2010-2011 milita nel girone A di Promozione. Arriva al quartultimo posto, e dopo la sconfitta a Favara del 30 aprile per 1-0 avviene la retrocessione in Prima Categoria.
Per il campionato 2011-2012 viene ripescato in Promozione.
Nel campionato di Promozione 2012-2013, dopo essersi classificata in terza posizione e qualificatasi ai play off, perde la finalissima per accedere in Eccellenza contro il Rocca Di Caprileone ai rigori.
Campionato Promozione Sicilia 2013-2014, il Canicattì gioca il suo ultimo campionato di Promozione classificandosi al sesto posto. La squadra biancorossa non viene iscritta al campionato 2014-2015 e viene radiata dagli organi federali per inattività.
Nel settembre 2014 la società viene rifondata con la denominazione "A.S.D. Canicattì" ottiene l'iscrizione per 2014/2015 in Prima Categoria girone C.
La società nell'ottobre del 2014 ottiene dall'amministrazione comunale la concessione per la gestione dello stadio comunale "Carlotta Bordonaro".
Nell'Agosto del 2015 la squadra è stata ripescata nel campionato di Promozione per la stagione 2015/2016.
Il 26 Marzo 2017 il Canicattì batte 1-0 il Raffadali con un gol a fine primo tempo di Pirrotta davanti a più di 2000 persone in festa e mette l'ipoteca sul campionato.
La Domenica successiva ovvero il 2 Aprile 2017 pareggiando 0-0 a Palma di Montechiaro contro la Gattopardo e con 2 giornate di anticipo, il Canicattì fa ritorno nell'Eccellenza a distanza di 20 anni, e al rientro dei giocatori davanti alla villa comunale inizia la festa per la ritrovata categoria.

## Colori e simboli

### Colori
I colori del Canicattì sono sempre stati il bianco e il rosso. La maglia è stata quasi sempre tinta di rosso con bordi bianchi o di bianco con bordi rossi. Negli anni duemila è stata utilizzata anche quella biancorossa a strisce verticali.

## Strutture
La prima squadra ha giocato fino al 2018 le partite in casa presso lo stadio comunale Carlotta Bordonaro, costruito nel biennio 1928-1930, è un impianto sportivo in terra battuta dotato di circa 3000 posti a sedere, in seguito ad un ampliamento avvenuto durante gli anni 80° grazie alla promozione in Serie C2.
Dalla stagione 2018-2019 la prima squadra si è spostata nel campo sportivo comunale di Ravanusa, impianto da 1000 posti circa, dove la squadra Canicattinese si allena e gioca tutte le partite in casa; questo spostamento presso lo stadio Saraceno di Ravanusa è dovuto ad un mancato adeguamento del terreno di gioco dello stadio Carlotta Bordonaro in quanto secondo le norme odierne non conforme alle regole che vigono non possiede un fondo in erba.
Ad oggi nello storico stadio di casa giocano solamente formazioni delle varie scuole calcio e del settore giovanile cittadino dell'A.S.D.Canicattì.

## Allenatori e presidenti
| Allenatori - 1928-1975 ... - 1975-1977 Angelo Busetta - 1979-1981 Washington Cacciavillani - 1981-1982 Angelo Busetta - 1982-1983 Alvaro Biagini - 1983-1984 Washington Cacciavillani - 1984-1986 Angelo Busetta - 1986-2015 ... - 2015-2016 Raimondo Filippazzo (1ª-9ª) Giovanni Falsone (10ª-28ª) - 2017-2018 Sebastiano Catania - 2018-2019 Nicola Terranova - 2019-2021 Pippo Romano - 2021-2022 Lillo Bonfatto - 2022-2024 Orazio Pidatella | Presidenti - 1928-2014 ... - 2014-2018 Sandro Giglia - 2018- Angelo Licata |

## Palmarès

### Competizioni interregionali
- Campionato Interregionale: 1

1982-1983 (girone M)

### Competizioni regionali
- Eccellenza: 2

1993-1994 (girone B), 2021-2022 (girone A)
- Coppa Italia Dilettanti Sicilia: 1

2018-2019
- Promozione: 3

1976-1977 (girone A), 1992-1993 (girone B), 2016-2017 (girone A)
- Prima Categoria: 2

1968-1969 (girone A), 1991-1992 (girone D)

### Competizioni giovanili
- Campionato Regionale Juniores: 2

Campionato Regionale Juniores s.s. 2016/2017 e s.s. 2017/2018(girone unico)

### Altri piazzamenti
- Campionato Interregionale:

Terzo posto: 1981-1982 (girone M)
- Eccellenza:

Secondo posto: 2018-2019 (girone A), 2019-2020 (girone A)
- Promozione:

Secondo posto: 1971-1972 (girone A), 1974-1975 (girone A), 1975-1976 (girone A)
terzo posto: 2012-2013 (girone A), 2015-2016 (girone D)
- Prima Categoria:

Secondo posto: 1960-1961 (girone A), 2014-2015 (girone C)
terzo posto: 1967-1968 (girone A)
- Seconda Categoria:

Secondo posto: 1963-1964 (girone D)
Terzo posto: 1990-1991 (girone I)

## Statistiche e record
- L'A.S. Canicattì Calcio nel corso della sua quasi centenaria storia ha militato per ben 20 volte nei campionati semi professioistici del calcio italiano, affermandosi come una delle squadre storicamente più importanti della Sicilia.

| Livello | Categoria                       | Partecipazioni | Debutto   | Ultima stagione | Totale |
| ------- | ------------------------------- | -------------- | --------- | --------------- | ------ |
| 3º      | Serie C                         | 1              | 1947-1948 | 1947-1948       | 1      |
| 4º      | Promozione                      | 4              | 1948-1949 | 1951-1952       | 12     |
| 4º      | Serie D                         | 5              | 1969-1970 | 2023-2024       | 12     |
| 4º      | Serie C2                        | 3              | 1983-1984 | 1985-1986       | 12     |
| 5º      | Serie D                         | 3              | 1978-1979 | 1980-1981       | 9      |
| 5º      | Campionato Interregionale       | 4              | 1981-1982 | 1987-1988       | 9      |
| 5º      | Campionato Nazionale Dilettanti | 2              | 1994-1995 | 1995-1996       | 9      |

## Tifoseria

### Gemellaggi e rivalità
I derby più sentiti sono quelli con la Nissa e il Licata, visto che le città distano 25 km e 46 km da Canicattì e spesse volte sfociati in duri scontri sia nel passato che di recente tra opposte tifoserie. Sussistono, invece, gemellaggi ventennali con la Sancataldese   E una forte amicizia con Marigliano. 